# Joe Mantell
Joe Mantell (Nova Iorque, 21 de dezembro de 1915 – Vale de São Fernando, 29 de setembro de 2010) foi um ator norte-americano. Ele foi nomeado para o Oscar de Melhor Ator Coadjuvante em 1955.